# Shopping

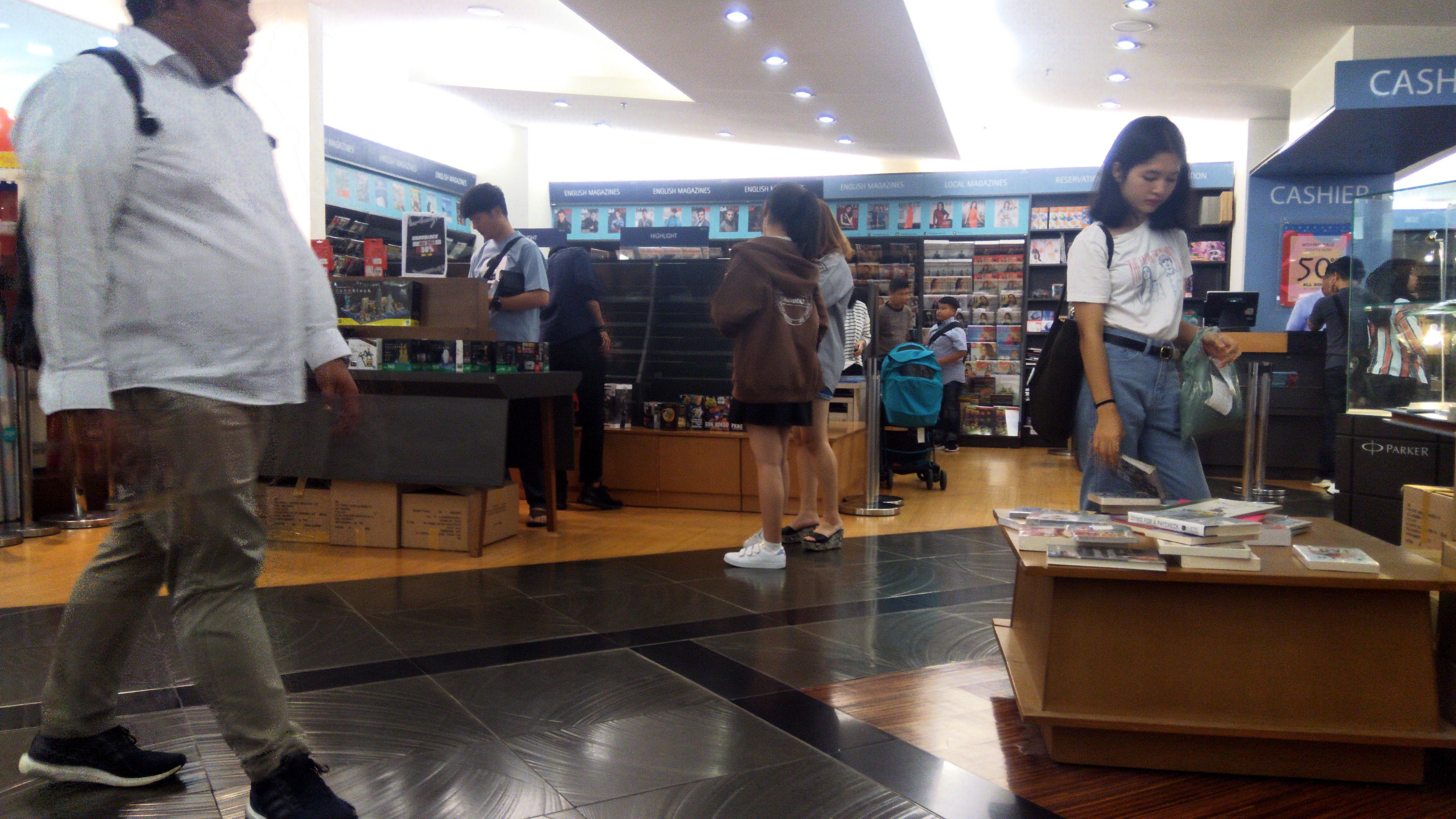
Cumpărători în căutare de cărți și jucării

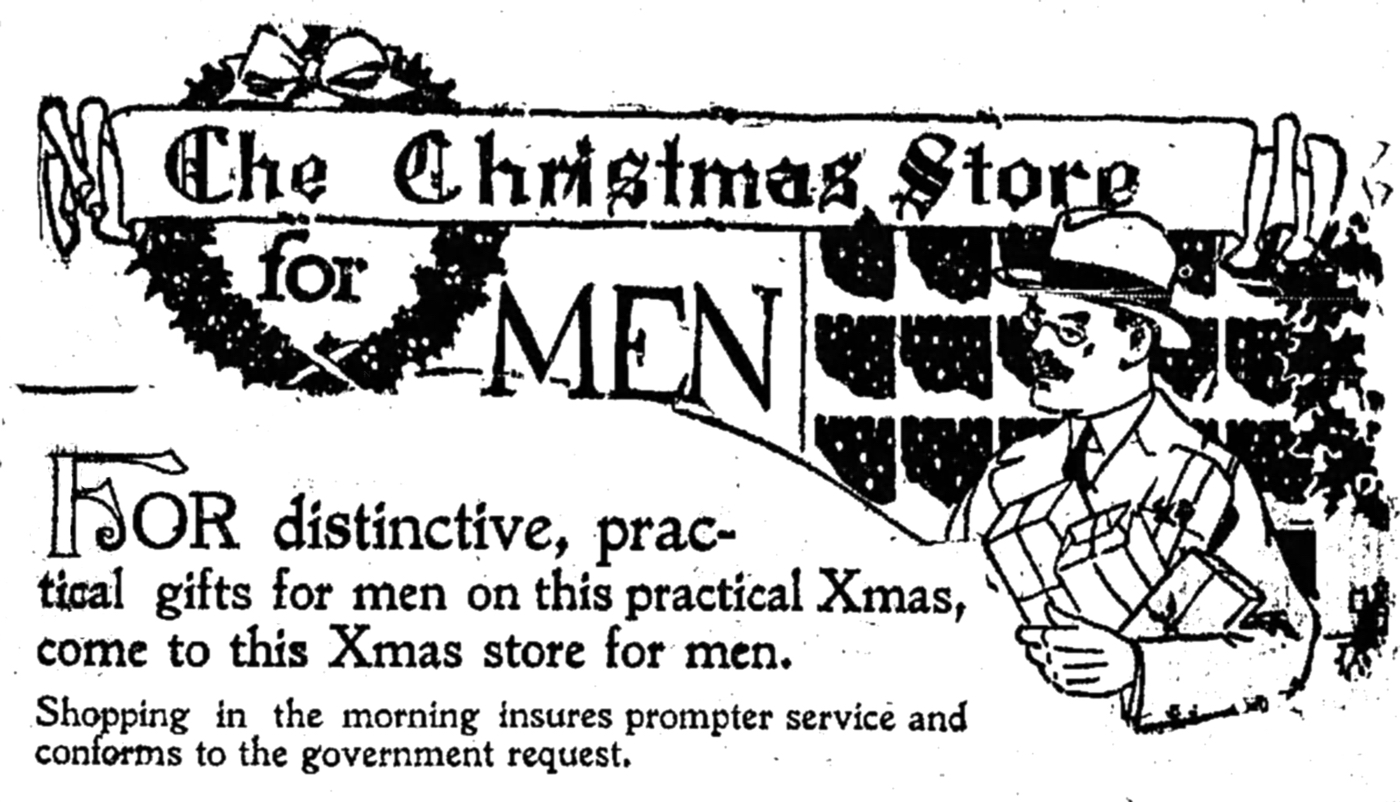
Afiș publicitar care ilustrează un om ce cumpără cadouri pentru Crăciun, Statele Unite, 1918

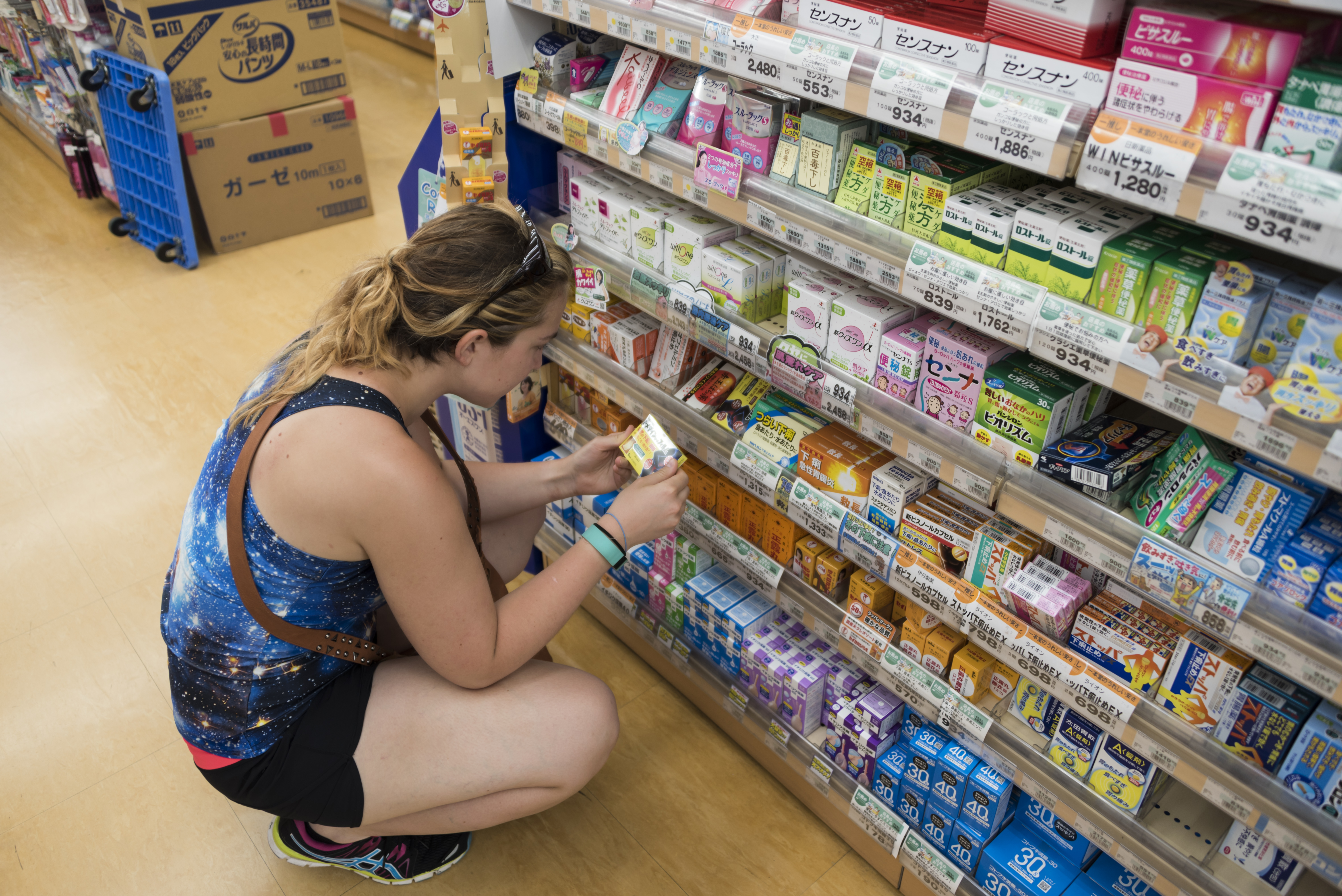
O femeie care face cumpărături în Japonia, 2016

Cumpărăturile (shopping-ul) reprezintă activitatea în care un client este în căutare de bunuri sau servicii disponibile, prezentate de unul sau mai mulți comercianți, cu intenția potențială de a achiziționa o selecție adecvată a acestora. O tipologie a categoriilor de cumpărători a fost dezvoltată de către cercetători, care identifică un grup de clienți drept cumpărători orientați spre distracție adică cei care se bucură de shopping și îl privesc ca pe o activitate de agrement.
Cumpărăturile online au devenit un factor perturbator major în industria comerțului cu amănuntul deoarece consumatorii pot căuta acum informații despre produse și pot plasa comenzi de produse din diferite regiuni. Comercianții online își livrează produsele direct la domiciliul consumatorilor, la birouri sau oriunde doresc. Procesul B2C (business to consumer) a facilitat pentru consumatori selectarea oricărui produs online de pe site-ul unui comerciant și livrarea acestuia relativ rapid. Folosind metode de cumpărături online, consumatorii nu-și pierd energia vizitând fizic magazinele. Astfel, aceștia economisesc timp și costul călătoriei. Un comerciant cu amănuntul sau un magazin este o afacere care prezintă o selecție de bunuri oferite spre schimb sau vânzare clienților pentru bani sau în schimbul altor bunuri.
Experiențele cumpărătorilor pot varia. Acestea se bazează pe o varietate de factori, inclusiv modul în care este tratat clientul, comoditatea, tipul de bunuri achiziționate și starea de spirit.
Potrivit unui raport din anul 2000, din New York, femeile achiziționează 80% din toate bunurile de consum.

## Istorie

### Antichitate

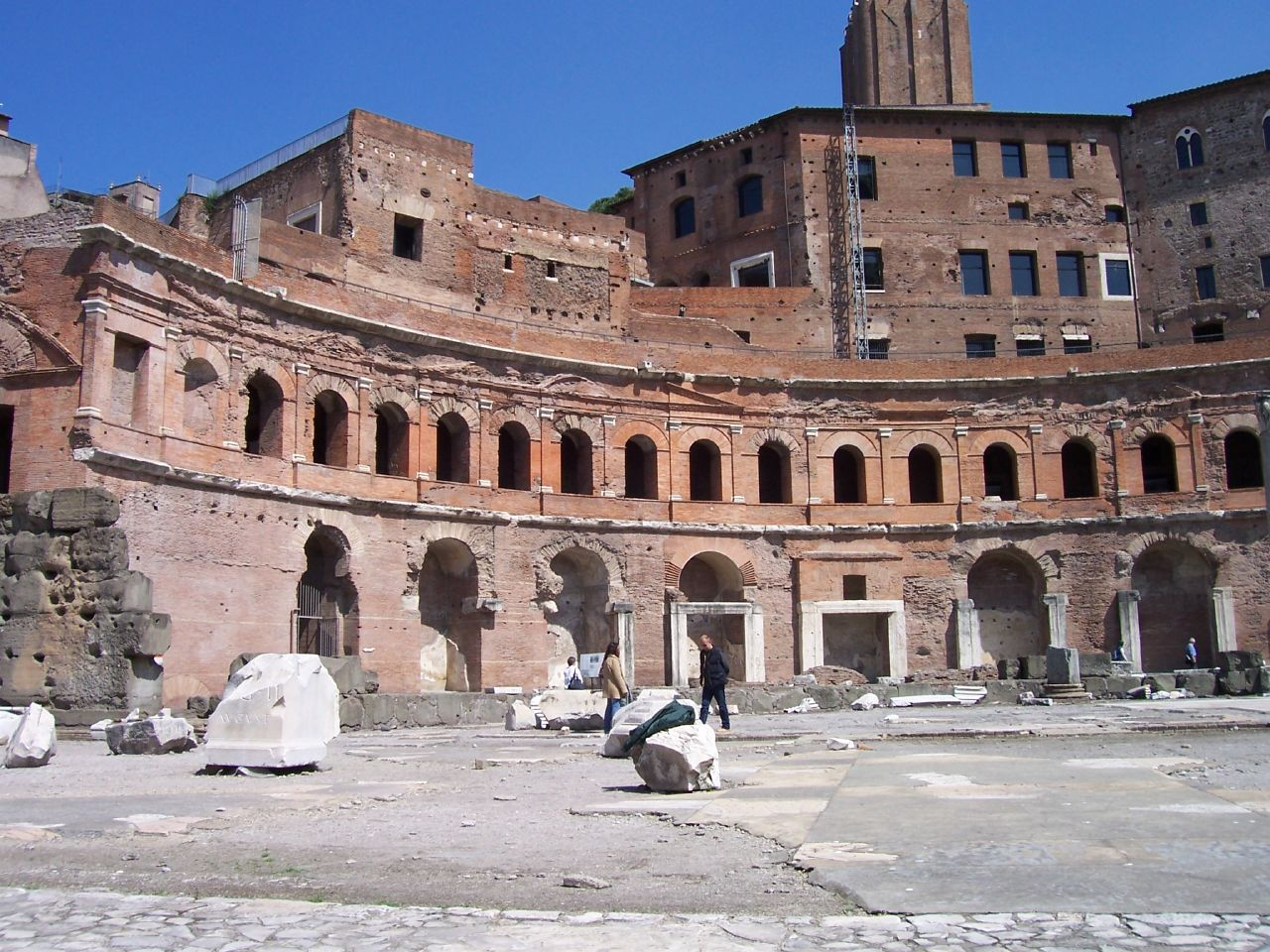
Rămășițele pieței și magazinelor din Forumul lui Traian din Roma

În antichitate, au fost înființate piețe și târguri ce urmau să  faciliteze schimbul de bunuri și servicii. Oamenii achiziționau bunuri de la o piață comună din orașele din apropiere. Cu toate acestea, natura temporară a tarabelor și a deținătorilor de tarabe a făcut inspecția atentă a bunurilor înainte de cumpărare o necesitate pentru consumatori. În Grecia antică, agora servea drept piață în care comercianții își țineau tarabele sau magazinele pentru a-și vinde bunurile.
În Roma antică se folosea o piață similară cunoscută sub numele de for sau forum. Roma avea două foruri: Forumul Roman și Forul lui Traian. Piața din forul lui Traian, construită în jurul anilor 100-110 d.Hr., era o întindere vastă, cuprinzând mai multe clădiri cu taberne care serveau drept magazine cu amănuntul, situate pe patru niveluri. Forumul roman a fost, discutabil, cel mai vechi exemplu de magazin cu amănuntul permanent . În timpul erei romane, piața centrală deservea în primul rând țărănimea locală. Cei care locuiau pe marile moșii erau suficient de tentanți pentru negustori, astfel încât să apeleze direct la porțile fermei, fără a participa la piețele locale.
Se știe că listele de cumpărături au fost folosite de către romani. O astfel de listă a fost descoperită lângă zidul lui Hadrian datând încă din 75-125 d.Hr. fiind scrisă pentru un soldat.

### Evul Mediu

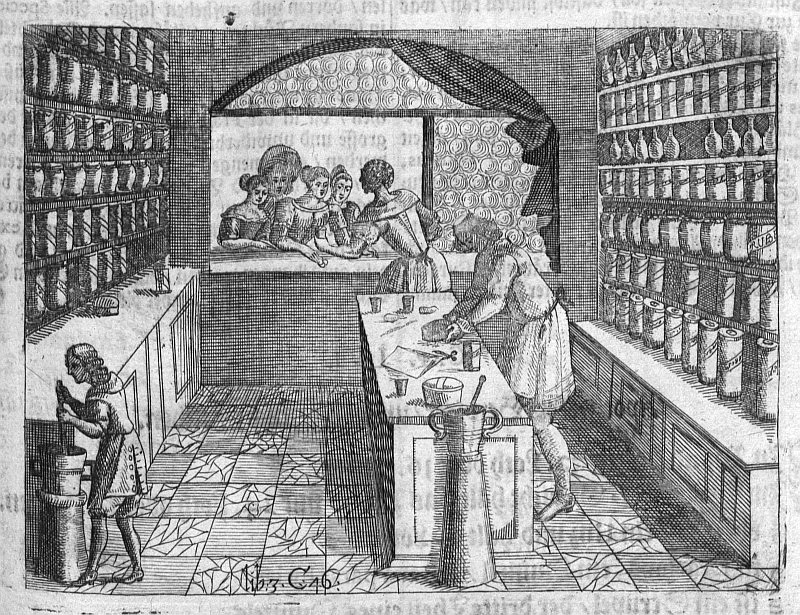
Un magazin de la începutul secolului al XVII-lea, cu clienții deserviți printr-o deschidere spre stradă

Dovezile arheologice sugerează că britanicii făceau cumpărături minime la începutul Evului Mediu. În schimb, aceștia își asigurau nevoile de bază prin practici agricole și printr-un sistem local de schimburi personale. Cu toate acestea, până la sfârșitul Evului Mediu, consumatorii s-au orientat spre piețele de desfacere pentru achiziționarea de produse proaspete, carne și pește, cât și către târgurile periodice în care se puteau obține produse neperisabile și de lux. Femeile erau responsabile de achizițiile zilnice de uz casnic, dar cea mai mare parte a cumpărăturilor erau firești. În principal, cumpărăturile erau privite mai degrabă ca o corvoadă decât ca o plăcere.
Relativ puține magazine permanente se găseau în afara celor mai populate orașe. În schimb, clienții puteau intra în atelierele comercianților, unde discutau opțiunile de cumpărare direct cu aceștia. Negustorii ambulanți, cum ar fi vânzătorii de stradă, furnizorii și comercianții hoinari, se mențineau în aproprierea piețelor, oferind confortul livrării la domiciliu pentru unele gospodării, în special, a celor ce se aflau în  comunități izolate geografic.
În orașele europene mai populate, un număr mic de magazine începeau să apară până în secolul al XIII-lea. Se știa că vânzătorii specializați, precum negustorii de textile și ceaprazarii, existau în Londra, în timp ce băcanii vindeau „diverse mărfuri mici, precum condimente și medicamente”. Cu toate acestea, astfel de magazine erau destul de primitive. În secolul al XVI-lea, magazinele londoneze erau descrise ca ceva mai mult decât niște „cabine rudimentare”.
Experiența cumpărătorului medieval era foarte diferită de cea a cumpărătorului contemporan. Interioarele erau întunecate, iar cumpărătorii aveau relativ puține oportunități de a analiza marfa înainte de a o cumpăra. Ferestrele vitrate din mediul comercial erau practic necunoscute în perioada medievală. Mărfurile erau rareori expuse; în schimb, comercianții păstrau marfa în partea din spate a magazinului și prezentau articolele numai la cerere. Tejghelele erau practic necunoscute dar, în schimb, multe magazine aveau deschideri în stradă de unde deserveau clienții.
În Marea Britanie, atitudinea medievală față de comerțul cu amănuntul era negativă. Comercianții cu amănuntul nu erau mai buni decât vânzătorii de mărunțișuri, deoarece pur și simplu revindeau bunuri, cumpărând mai ieftin și vânzând mai scump, fără a adăuga valoarea conturilor naționale. La aceasta s-au adăugat preocupările legate de interesul personal al comercianților cu amănuntul și unele dintre practicile lor mai puțin etice. Atitudinea față de cheltuielile ce țin de bunurile de lux a atras, de asemenea, critici, deoarece a implicat importul de bunuri care nu a stimulat prea mult conturile naționale și a împiedicat dezvoltarea producătorilor locali.

### Cumpărături făcute din plăcere
Fenomenul modern al cumpărăturilor făcute din plăcere este strâns legat de apariția unei clase de mijloc în Europa secolelor XVII și XVIII. Pe măsură ce nivelul de trai s-a îmbunătățit, în secolul al XVII-lea și consumatorii din celelalte medii sociale au început să cumpere bunuri care depășeau necesitățile lor de bază. O clasă de mijloc emancipată numită și burghezie a mărit cererea de bunuri de lux și a început să achiziționeze o gamă mai largă de obiecte valoroase și bunuri importate, precum: bumbac indian și calico; mătase, ceai și porțelan din China, condimente din India și Asia de Sud-Est, tutun, zahăr, rom și cafea din Lumea Nouă. Acțiunea de a face cumpărături a ajuns să fie văzută ca un mod plăcut de petrecere a timpului sau chiar o ca o formă de divertisment.
Până în secolul al XVII-lea, piețele au cedat treptat locul magazinelor și centrelor comerciale, ceea ce a schimbat experiența consumatorului de a face cumpărături. New Exchange, deschis în 1609 de Robert Cecil la Strand a fost unul dintre primele exemple de centru comercial planificat. Magazinele au început să devină puncte importante de întâlnire și socializare pentru londonezi fiind destinații la fel de populare ca teatrele. Odată cu Restaurația Stuarților, în Londra s-a produs o creștere a numărului de clădiri de lux care serveau ca reclame pentru poziția socială, proiectate de comercianți cu rol de arhitecți (arhitecți speculativi) precum Nicholas Barbon și Lionel Cranfield.

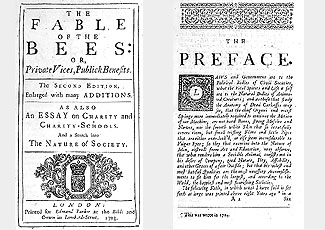
Lucrarea Fabula albinelor de Bernard Mandeville, care justifica consumul vizibil.

O mare parte din pamfletele din acea vreme au fost dedicate justificării consumului de bunuri de lux într-un mod ostentativ și pentru satisfacerea viciilor personale, văzut ca o modalitate de a contribui la bunăstarea comună. Această părere, considerată scandaloasă la acea vreme, a provocat mari controverse odată cu publicarea în 1714 a operei de o mare influență a lui Bernard Mandeville - Fabula albinelor, în care acesta susținea că prosperitatea unei țări rezidă, în cele din urmă, în interesul propriu al consumatorului.
Aceste tendințe au luat avânt în secolul al XVIII-lea, pe măsură ce prosperitatea și mobilitatea socială au crescut numărul persoanelor cu venituri disponibile pentru consum. Printre schimbările importante se numără comercializarea mărfurilor pentru uz personal, spre deosebire de articolele destinate întregii gospodării, și noul statut al mărfurilor ca simbol al statusului social, legat de schimbările în materie de modă, fiind dorite mai mult pentru aspectul estetic, decât pentru cel utilitar. Antreprenorul Josiah Wedgewood, inventatorul ceramicii, a fost pionierul utilizării tehnicilor de marketing pentru a influența și manipula direcția preferințelor predominante. Una dintre tehnicile sale preferate de marketing a fost organizarea vitrinelor largi cu mărfuri, în reședințele private sau într-o sală închiriată, unde erau invitate păturile sociale superioare.
De-a lungul secolului al XVIII-lea, o mai mare varietate de bunuri și produse au fost constant puse la dispoziția claselor de mijloc și celor superioare din zonele urbane. Această creștere a consumului a dus la apariția „shopping-ului” - o proliferare a magazinelor cu amănuntul, care vând anumite produse, și acceptarea acestuia ca activitate culturală în sine. Străzile și districtele specifice au devenit dedicate comerțului cu amănuntul, inclusiv Strand și Piccadilly din Londra.

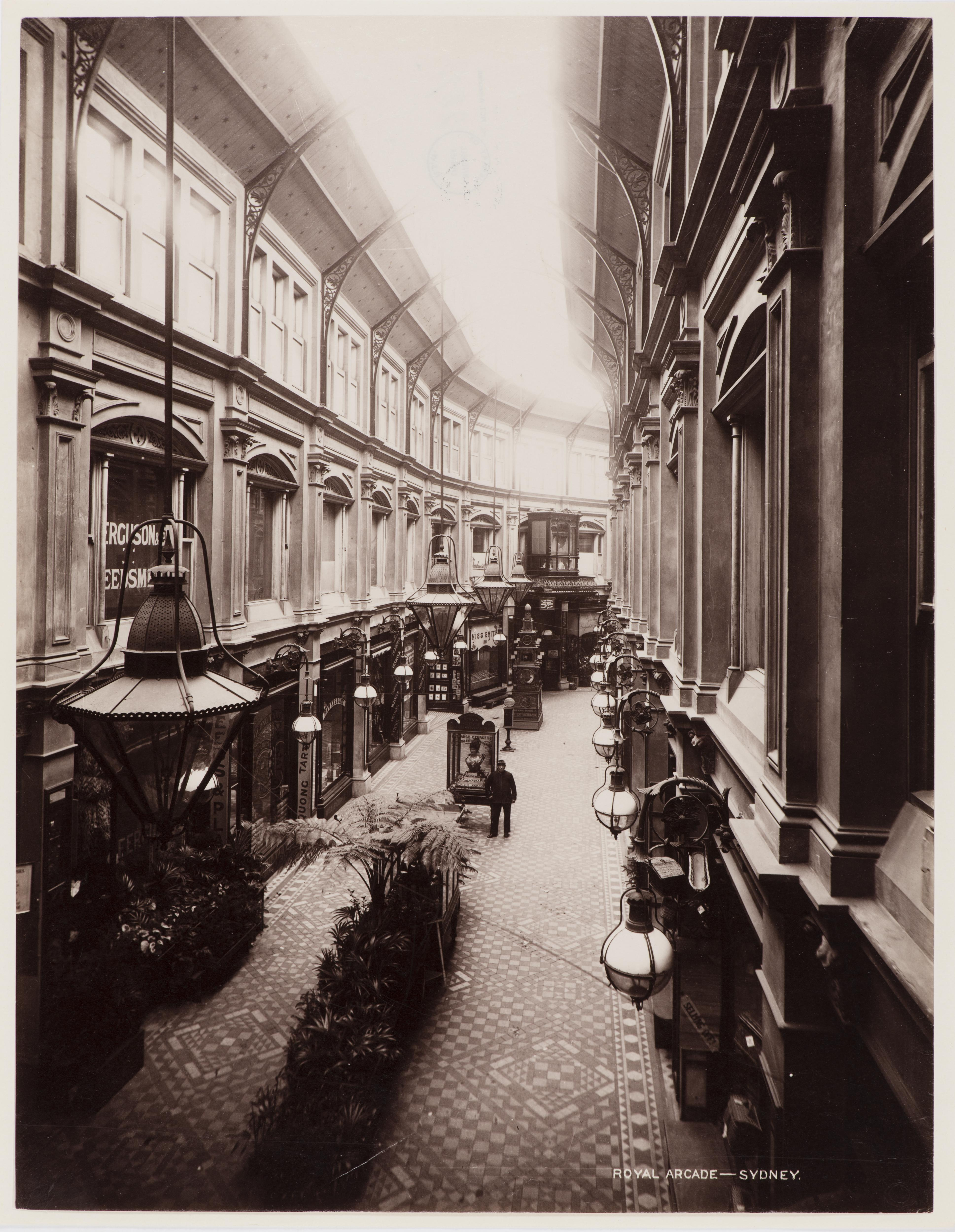
Royal Arcade, Sydney, 1892

Cercetarea vitrinei ca activitate recreativă a sporit utilizarea ferestrelor de sticlă în magazine. Până la sfârșitul secolului al XVIII-lea, mari galerii comerciale au început să apară în Marea Britanie, Europa și în Antipode, perioadă ce a devenit cunoscută sub numele de „epoca arcadelor” (galeriile comerciale având forma unor arcade). De obicei, aceste galerii aveau un acoperiș construit din sticlă pentru a permite luminii naturale să pătrundă înăuntru și pentru a reduce nevoia de a utiliza lumânări sau iluminat electric. În interiorul galeriei, magazinele individuale erau echipate cu ferestre exterioare lungi din sticlă, care permiteau claselor mijlocii emancipate să se uite în vitrine și să se delecteze cu dorințe, chiar și atunci când probabil nu-și puteau permite să plătească prețurile ridicate ale produselor.
Concepute pentru a atrage clasa de mijloc elegantă, comercianții cu amănuntul vindeau produsele de lux la prețuri relativ ridicate. Cu toate acestea, prețurile nu au fost niciodată o descurajare, deoarece aceste galerii erau destinate nu doar pentru cumpărături ci și pentru a fi admirate. Galeriile comerciale ofereau cumpărătorilor un spațiu închis departe de haosul din stradă al  vieții de zi cu zi; un loc unde cumpărătorii puteau socializa și petrece timpul liber. Pe măsură ce galeriile acoperite cu sticlă s-au răspândit cu miile în toată Europa, acestea au devenit mai grandioase și mai bogat decorate. La mijlocul secolului al XIX-lea, promenada în aceste galerii comerciale a devenit o metodă de petrecere a timpului liber populară în rândul claselor de mijloc emancipate.
În Europa, Palais-Royal, care a fost deschis în 1784, a devenit unul dintre primele exemple ale noului stil de galerii comerciale, fiind frecventat atât de aristocrație, cât și de clasele de mijloc. Acesta avea reputația unui loc unde se purtau conversații sofisticate, în apropierea saloanelor, cafenelelor și librăriilor. Mai apoi a devenit, de asemenea, un loc des frecventat de soldații în afara serviciului și preferat de prostituate, dintre care mulți au închiriat apartamente în clădire. La Londra, unul dintre primii comercianți care a folosit vitrinele în magazine a fost Francis Place, care a experimentat această nouă metodă de vânzare cu amănuntul la croitoria din Charing Cross, unde a și montat vitrina cu ferestre mari din sticlă. Deși acest lucru a fost condamnat de mulți, el și-a apărat practica în memoriile sale, susținând că el:
a vândut de la vitrină mai multe bunuri ... decât suma salariilor plătite călătorilor și cheltuielile de menaj.
Comercianții au făcut vitrinele ademenitoare pentru a atrage patronajul, folosind lumini puternice, reclame și produse expuse atractiv. Mărfurile la ofertă erau într-o constantă schimbare, din cauza schimbării frenetice a modei . Un vizitator străin a comentat că Londra era „o lume a farfuriilor de aur și argint, a perlelor și pietrelor prețioase care își împrăștiau strălucirea orbitoare, a produselor casnice de cel mai rafinat gust, un ocean de inele, ceasuri, lănțișoare, brățări, parfumuri, rochii, panglici, dantele, bonete și fructe din toate zonele locuibile ale lumii".

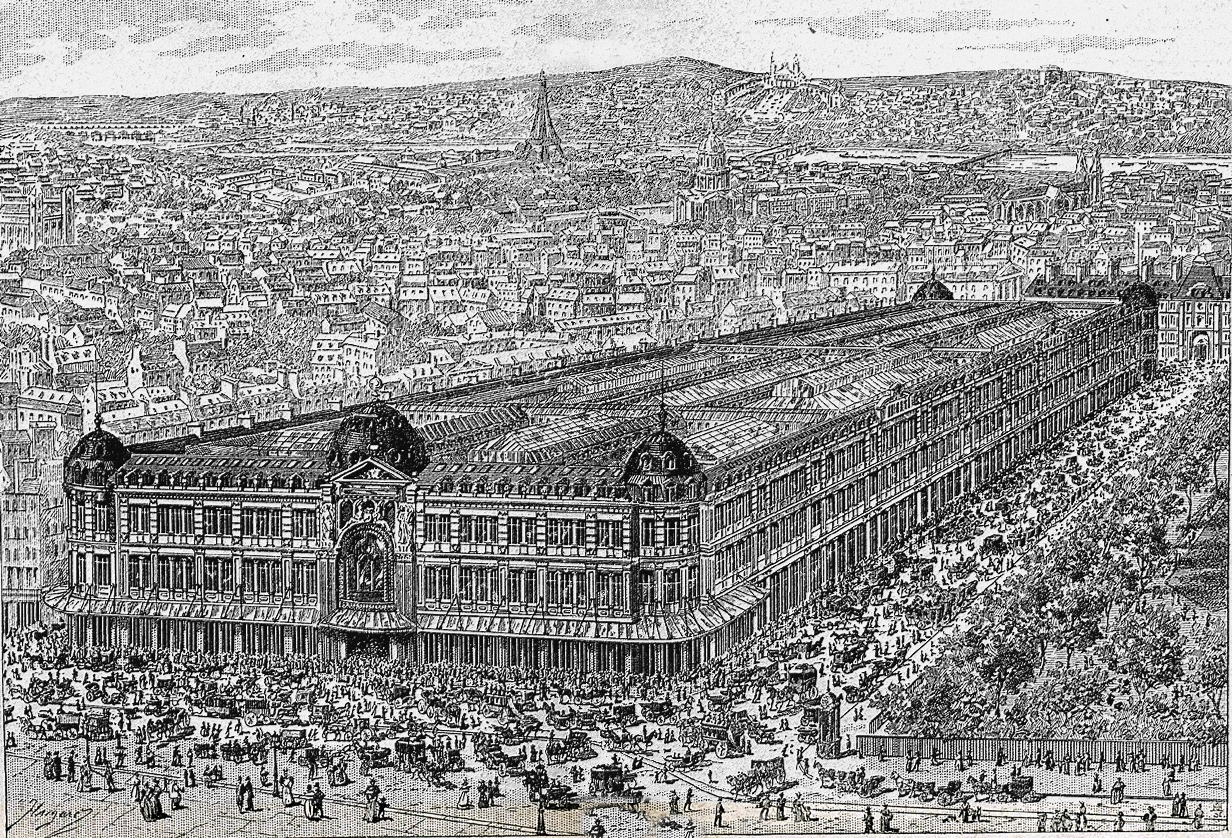
Le Bon Marché, fondat la Paris, a oferit o mare varietate de bunuri repartizate pe „departamente” în interiorul unei singure clădiri, din 1851.

### Evoluția magazinelor: de la galerii comerciale la magazine universale
În a doua jumătate a secolului al XIX-lea, magazinele au trecut de la magazinele „cu funcție unică”, care vindeau un singur tip de produse, la magazine universale, unde se comercializa o varietate mai mare de bunuri. Pe măsură ce creșterea economică, alimentată de Revoluția Industrială de la începutul secolului al XIX-lea, a evoluat constant, clasa de mijloc burgheză bogată a crescut în număr și și-a mărit averea. Acest grup social urbanizat a fost catalizatorul apariției revoluției comerțului cu amănuntul din acea perioadă.
Termenul „magazin universal” își are originea în America. În Anglia secolului al XIX-lea, aceste magazine erau cunoscute sub numele de spații comerciale sau depozite. Mai multe magazine universale mari au fost deschise în SUA, Marea Britanie și Europa începând cu mijlocul secolului al XIX-lea, inclusiv; Harrod's din Londra în 1834; Kendall's la Manchester în 1836; Selfridges la Londra în 1909; Macy's la New York în 1858; Bloomingdale's în 1861; Saks în 1867; JC Penney în 1902; Le Bon Marché în Franța în 1852 și Galeries Lafayette din Franța în 1905.
Primul magazin universal datat în mod fiabil înființat a fost Harding, Howell & Co, deschis în 1796 pe Pall Mall, Londra . Această întreprindere a fost descrisă ca fiind o unitate publică de comerț cu amănuntul care oferea o gamă largă de bunuri de larg consum în diferite departamente. Acest prim magazin a fost închis în 1820, când parteneriatul de afaceri a fost lichidat. Magazinele universale au fost înființate pe scară largă începând cu anii 1840 și 1850, în Franța, Regatul Unit și SUA. Centrul comercial francez Le Bon Marche, este un exemplu de magazin universal care a supraviețuit până în prezent. Înființat inițial în 1838 ca magazin de dantelă și galanterie, a fost renovat la mijlocul acelui secol și deschis ca magazin universal în 1852.
Multe dintre primele magazinele universale erau mai mult decât simple magazine de vânzare; erau mai degrabă locuri unde cumpărătorii își puteau petrece timpul liber și se puteau distra. Unele puneau la dispoziție cumpărătorilor săli de lectură, galerii de artă și concerte. Cele mai multe magazine universale aveau săli de ceai sau săli de mese și ofereau zone de tratament în care doamnele se puteau răsfăța cu o manichiură. Prezentarea de modă, care a avut loc în SUA în jurul anului 1907, a devenit un eveniment emblematic pentru multe magazine universale, iar aparițiile celebrităților au fost, de asemenea, folosite pentru un mai mare efect. Evenimentele tematice prezentau mărfuri de pe țărmuri străine, făcând cunoscute cumpărătorilor culturile exotice din Orientul Îndepărtat și Orientul Mijlociu.

## Locuri de cumpărături

### Centre comerciale
O zonă comercială mai mare poate fi găsită în multe orașe, denumită mai formal, zonă centrală de afaceri, dar cunoscută cel mai mult sub numele de  „centrul orașului” în Statele Unite sau „strada principală” în Marea Britanie, și bazar în zonele vorbitoare de limbă arabă .

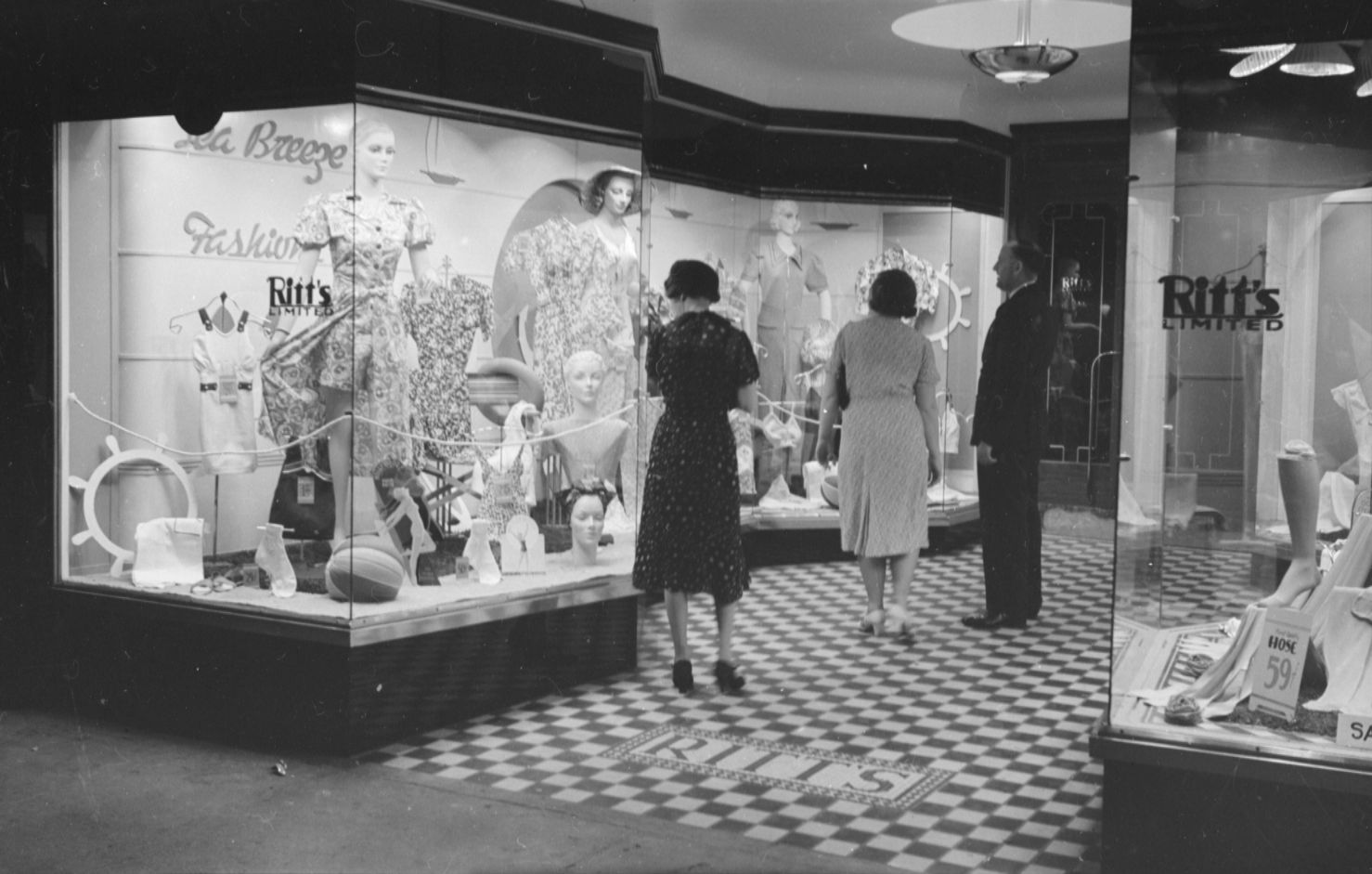
Vitrine în Ottawa, 1938

Centrele comerciale sau complexe comerciale sunt colecții de magazine; adică un grup alcătuit din mai multe companii localizate într-o zonă geografică compactă. Acestea constau dintr-o colecție de magazine de vânzare cu amănuntul, divertisment și servicii concepute pentru a oferi produse și servicii în regiunea înconjurătoare.
De exemplu: centre comerciale, piețe ale orașului, târguri de vechituri și bazare.
Tradițional, centrele comerciale erau numite bazare sau piețe; un sortiment de tarabe așezate de-a lungul străzii  care vând o mare varietate de bunuri.
Centrul comercial modern este acum diferit de antecedentele sale, magazinele sunt de obicei situate în clădiri individuale sau sunt concentrate într-o singură clădire mare (numită de obicei Mall în SUA) .
Primul centru comercial modern din SUA a fost The Country Club Plaza din Kansas City, care s-a deschis în 1922, începând cu acesta, Victor Gruen a proiectat primul mall  Southdale Center în Edina, deschis în 1956, Minnesota, o suburbie din Minneapolis.
Centrele comerciale din America au atins apogeul în anii 1980- 1990, când au fost construite mai multe mall-uri mai mari (cu o dimensiune mai mare de 37.000 mp), atrăgând  consumatori pe o rază de 32 km cu magazinele lor de lux.
Diferite tipuri de mall-uri pot fi găsite în întreaga lume. Centrele comerciale sunt clădiri foarte mari care conțin cel puțin cinci magazine universale și 300 de magazine mici. Acest tip de mall atrage consumatorii de pe o rază largă (până la 160 km). Un mall regional poate conține cel puțin două magazine universale. Unul dintre cele mai mari mall-uri din lume este cel de lângă Miami, numit „Sawgrass Mills Mall”: are o suprafață de 220.237 m2 , cu peste 329 de puncte de vânzare și magazine de tip discount.
Centrele comerciale mai mici sunt deseori numite centre în aer liber sau piețe mici și sunt de obicei atașate la un magazin alimentar sau la un supermarket.
Centrele comerciale mai mici au mai puține șanse de a include aceleași caracteristici pe care le are un mall mare, cum ar fi o sală interioară, dar încep să evolueze pentru a deveni spații închise, respectând toate condițiile meteorologice și preferințele consumatorilor.

### Magazine
Magazinele sunt împărțite în mai multe categorii, care vând un set anumit de bunuri sau servicii. De obicei, acestea sunt împărțite în funcție de datele demografice bazate pe venitului disponibil al cumpărătorului. Ele pot fi clasificate de la ieftin la scump.
Unele magazine vând produse second-hand (la mâna a doua). De multe ori și publicul poate vinde bunuri la astfel de magazine. În alte cazuri, în special în cel al unui magazin non-profit, publicul donează bunuri către aceste magazine, cunoscute în mod obișnuit ca magazine second-hand în Statele Unite, magazine de caritate în Regatul Unit sau magazine de oportunități în Australia și Noua Zeelandă, de asemenea, există și magazine de unde poți lua lucruri gratuit. În magazinele de antichități, poți cumpăra obiecte mai vechi, care se găsesc greu. În cazurile în care unii oamenii au un venit mic, atunci ei pot împrumuta bani de la o casă de amanet folosind un obiect de valoare drept garanție . Studenții sunt cunoscuți pentru revinderea cărților prin intermediul librăriilor de manuale universitare. Articolele vechi și uzate sunt adesea distribuite prin magazinele de surplus.
Magazinele de vânzare cu amănuntul care se specializează în vânzarea bunurilor legate de o temă specifică includ: librării, buticuri, magazine de dulciuri, magazin de băuturi alcoolice, magazine de cadouri, magazine de hardware, magazine de hobby-uri, magazine pentru animale de companie, farmacii, magazine pentru adulți și supermarketuri.
Alte magazine, cum ar fi: magazinele mari, hypermarketuri, magazine de cartier, magazine universale, magazine generale, magazine cu un preț fix, vând o varietate mai largă de produse care nu sunt legate orizontal între ele.

#### Cumpărături de casă
Sistemele de livrare a corespondenței la domiciliu și tehnologia modernă (cum ar fi televiziunea, telefoanele și Internetul), în combinație cu comerțul electronic, permit consumatorilor să le cumpere de la domiciliu. Există trei tipuri principale de cumpărături cu livrare la domiciliu: comandarea din cataloage prin e-mail sau telefon; comenzi telefonice ca răspuns la reclamele din presa scrisă și electronică (precum periodice, TV și radio); și cumpărăturile online. Cumpărăturile online au redefinit complet modul în care oamenii iau deciziile de cumpărare; Internetul oferă acces la o mulțime de informații despre un anumit produs, pe care îl poți privi, evalua și îi poți compara prețul în orice moment. Cumpărăturile online permit cumpărătorului să economisească timp și bani, care ar fi fost cheltuiți pentru deplasarea la un magazin sau mall. Potrivit firmei de tehnologie și cercetare Forrester, achizițiile mobile sau comerțul mobil vor reprezenta 49% din comerțul electronic, sau 252 miliarde de dolari din vânzări, până în 2020.

#### Cumpărături de cartier
Magazinele alimentare reprezintă un lucru obișnuit în America de Nord și sunt adesea numite „bodegas” în comunitățile vorbitoare de spaniolă sau „dépanneurs” în cele vorbitoare de franceză. Uneori, comercianții ambulanți și camioanele de înghețată trec prin cartiere oferind bunuri și servicii. De asemenea, vânzările din garaje sunt o formă obișnuită de revânzare la mâna a doua.
Zonele comerciale din cartier și comercianții ce vând cu amănuntul oferă valoare unei comunități prin furnizarea de servicii sociale și comunitare diverse (cum ar fi o bibliotecă ) și un loc social pentru întâlnire. Comerțul acestora diferă de alte tipuri de comerț, spre exemplu cel de destinație, fiind diferit prin produsele și serviciile oferite, locație și popularitate . Comerțul cu amănuntul din cartier include magazine precum; magazine alimentare, fabrici de produse lactate, farmacii, Curățătorii și uscătorii, coafor / frizerie, magazine de băuturi alcoolice, cafenelele si magazine take-away. Magazinele specializate includ: magazine de cadouri, magazine de antichități, saloane pentru animale de companie, gravatorii, salon de tatuaje, magazine de biciclete, magazine naturiste, galerii de artă, papetărie. Comercianții de cartier vând bunuri și oferă servicii esențiale pentru zona rezidențială în care se află. Pot exista numeroase grupuri de comercianți de cartier în diferite zone ale unei regiuni sau orașe, însă comercianții cu amănuntul de destinație fac adesea parte din centrele comerciale în care numărul consumatorilor este mai mare decât cel al unei zone de vânzare de cartier. Magazinele specializate devin din ce în ce mai întâlnite, deoarece pot oferi unei comunități mult mai multe lucruri decât celelalte magazine, acestea oferă o experiență și o gamă mai largă de bunuri și servicii.

#### Cumpărături pentru petrecere
Plănuirea unei petreceri este o metodă prin care se comercializează produsele. Găzduirea unui eveniment social și utilizarea acestuia are scopul de a prezenta și a demonstra publicului un produs sau mai multe, iar comenzile nu vor înceta să apară nici chiar înainte de sfârșitul evenimentului.

## Activitate de a face cumpărături

### Sezoanele de cumpărături
Frenezia pentru cumpărături este perioada in care izbucnesc cheltuieli imense, în special în apropierea sărbătorilor din Statele Unite, sezonul cumpărăturilor de Crăciun este sezonul în care se fac cele mai mari cheltuieli, începând din octombrie și continuând până după Crăciun.
Sunt religii care consideră că aceste sezoane în care se fac cheltuieli mari sunt împotriva credinței lor și resping practicarea acestora. Multe din ele contestă faptul că aici există o supra-comercializarea, iar ca răspuns magazinele care minimizează sezonul de cumpărături sunt adesea implicate într-un Război de Crăciun.
Federația Națională de Retail (FNR) subliniază, de asemenea, cât de importante sunt cumpărăturile de școală pentru comercianți, care se află pe locul doi după cumpărăturile de vacanță, atunci când părinții cumpără haine și rechizite pentru copiii lor. Potrivit sondajului anual al FNR din 2017, americanii cheltuie peste 83 de miliarde de dolari pentru cumpărăturile de școală. 
Cumpărăturile sezoniere presupun achiziționarea îmbrăcămintei potrivite pentru sezonul respectiv. Iarna oamenii îmbracă multe straturi de haine pentru a le fi cald, în timp ce vara tind să poarte mai puține haine pentru a le fi răcoare. Acum cumpărăturile de sezon se învârt mult în jurul vânzărilor de sărbători și a promoțiilor în care cumperi mai mult achitând mai puțin. Magazinele trebuie să scape de toate hainele din sezon trecut pentru a face loc noilor tendințe din sezonul următor. Vânzările de la sfârșitul sezonului durează, de obicei, câteva săptămâni, prețurile fiind in descreștere mai mare spre închiderea vânzării. În timpul vânzărilor, articolele pot fi reduse de la 10% până la 50%, cea mai mare reducere a vânzărilor se face la sfârșitul sezonului. Perioada cumpărăturilor de sărbători se extinde din ce în ce mai mult, cum ar fi de Black Friday, care este un eveniment ce își extinde promoțiile toată luna noiembrie. Astăzi, shopping-ul nu se oprește odată cu închiderea mall-ului, deoarece acum oamenii au mai mult acces la magazine decât înainte, datorită internetului și aplicațiilor. În zilele noastre, mulți oameni fac cumpărăturile online ca să găsească cele mai ieftine și bune oferte, o treime din toate căutările de cumpărături de pe Google, sunt efectuate între orele 22:00 și 04:00. Cumpărătorii își petrec acum mai mult timp consultând diferite surse de cumpărături înainte de a lua o decizie finală. Aceștia au folosit odată în medie cinci surse pentru informații înainte de a face o achiziție, dar numărul de surse a crescut până la 12 în 2014.

## Preț și negociere

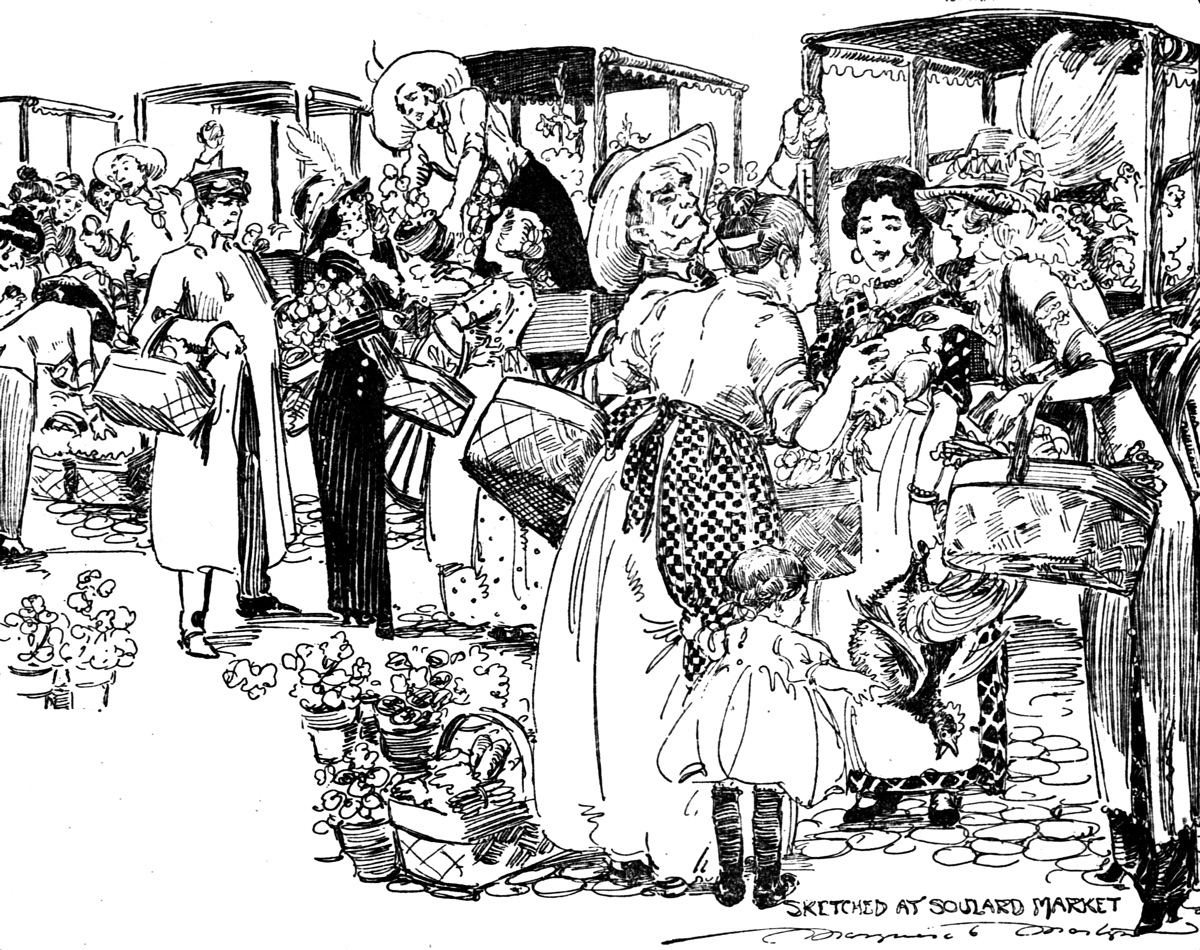
Desfășurarea vânzărilor la piața Soulard, St. Louis, Missouri, desen de Marguerite Martyn, 1912

Din punct de vedere istoric, prețurile erau stabilite prin negociere sau printr-un sistem de barter. Se spune că primul distribuitor care a adoptat prețuri fixe este comerciantul care a operat în complexul Palais-Royal în secolul al XVIII-lea. Acești comercianți au adoptat un sistem de menținere a prețurilor ridicate pentru a crea o imagine de lux. Pentru clientela lor de clasă superioară, prețurile fixe i-au scutit pe aceștia de problemele unui sistem de schimb de mărfuri.
Tehnica de stabilire a prețurilor utilizată de majoritatea comercianților este cost-plus . Aceasta presupune adăugarea unui adaos comercial (sau procentual). O altă tehnică implică folosirea prețului sugerat de producător, care, de obicei, este imprimat direct pe ambalajul produsului.
În setările de vânzare, prețurile psihologice sau prețurile cu număr impar sunt metode adesea utilizate. Prețurile psihologice se referă la o serie de tactici, concepute pentru a avea un impact psihologic pozitiv. De exemplu, etichetele cu prețuri care utilizează cifra terminală "9" (de exemplu, 9.99, 19.99 sau 199.99) pot fi utilizate ca indice a punctelor de preț, aducând un articol chiar sub prețul de rezervare. Cu toate acestea, în societățile chineze, prețurile sunt în general un număr rotund, sau uneori un număr norocos. Astfel fiind create punctele de preț.
Într-un sistem cu preț fix, consumatorii pot utiliza în continuare negociere sau tocmeală, o negociere asupra prețului. Economiștii văd acest lucru ca pe o determinare a modul de împărțire a surplusul economic total între consumator și producător. Niciuna dintre părți nu are un avantaj clar, deoarece există amenințarea că nu se vor mai face  vânzări, caz în care surplusul dispare pentru ambele părți.
Atunci când faceți cumpărături online, poate fi mai dificil să negociați prețul, având în vedere că nu interacționați direct cu vânzătorul. Unii consumatori folosesc servicii de comparare a prețurilor pentru a găsi cel mai bun preț și/sau pentru a lua o decizie privind de la cine sau de unde să cumpere pentru a economisi bani.

### "Vitrina"

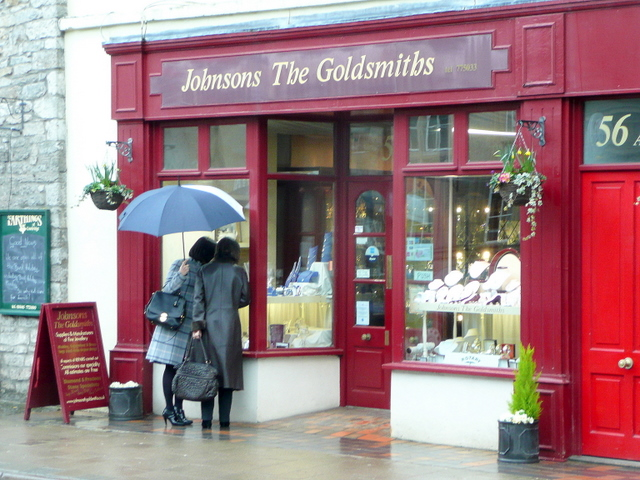
Vitrine în ploaie

„Vitrina” este un termen folosit pentru acțiunea cumpărătorului de a analiza produsele cu sau fără intenția de a le achiziționa. Vitrina este adesea o metodă practicată de cumpărătorii pasionați de shopping, cunoscută sub denumirea de shopping recreativ. Aceasta se caracterizează prin implicarea consumatorului în procesul de cumpărare, iar astfel de cumpărători sunt acei consumatori care văd actul cumpărăturilor ca o formă de plăcere. Alți consumatori folosesc vitrina ca parte a activității lor de planificare pentru o achiziție ulterioară.
Expoziția presupune examinarea mărfurilor într-un magazin tradițional fără a avea scopul de a le cumpăra, ca mai apoi cumpărătorii să găsească același articol la un preț mai mic dintr-o sursă online. Fiind o problemă tot mai răspândită, din cauza concurenților online, comercianții tradiționali au început să ia măsuri pentru combaterea acestei probleme.

## Ciclism utilitar
În țări precum Danemarca, Țările de Jos și Germania, nivelul ridicat al ciclismului utilitar include și cumpărături pentru călătorii, de exemplu, 9% din toate cumpărăturile de călătorii din Germania sunt pe bicicletă.